# Emilinha Borba
Emília Savana de Sousa Costa da Silva Borba, conocida como Emilinha Borba (Río de Janeiro, 31 de agosto de 1923 - Río de Janeiro, 3 de octubre de 2005), fue una cantante brasileña.

## Infancia e inicio de su carrera
Emília nació en el barrio de Mangueira, en la ciudad de Río de Janeiro, el 31 de agosto de 1923. Era hija de Eugênio Jordão da Silva Borba y de Edith de Sousa Costa da Silva Borba.
Aún niña, y contrariando un poco la voluntad de su madre, se apresentaba en diversos programas de auditorio. Ganó su primer premio, a los 14 años, en Hora Juvenil, de Rádio Cruzeiro do Sul. Cantó también en el programa Calouros de Ary Barroso, obteniendo la nota máxima al interpretar "O X do Problema", de Noel Rosa. Poco después, se convirtió en parte de los coros de grabaciones de la Columbia.
Formó, en esa época, una dupla con Bidú Reis, llamada As Moreninhas. La dupla se presentó en varias radios, durante cerca de un año y medio. Y luego grabaron para la Discoteca Infantil un disco en 78 RPM con el tema "A História da Baratinha", en una adaptación de João de Barro. Deshecha la dupla, Emilinha pasó a cantar sola, y fue contratada por la Rádio Mayrink Veiga, recibiendo de César Ladeira el apodo Garota Grau Dez.
En marzo de 1939, graba, por la Columbia y con el nombre de Emília Borba, su primer disco solista, en 78 RPM, acompañada de Benedito Lacerda y su conjunto, con el samba "Ninguém escapa" de Eratóstenes Frazão y el samba-choro Faça o mesmo, de Antônio Nássara y Eratóstenes Frazão. Su madrina artística, Carmen Miranda, de quien su madre era mucama, la ayudó mucho; hasta le prestaba vestidos y calzado. También actuó en el filme Banana da Terra, de Alberto Bynton y Rui Costa. Ese filme contaba con gran elenco: Carmen Miranda, Aurora Miranda, Dircinha Batista, Linda Batista, Almirante, Aloísio de Oliveira, Bando da Lua, Carlos Galhardo, Castro Barbosa, Oscarito, y Virgínia Lane la Vedete do Brasil.
En 1942, la contrata Rádio Nacional de Río de Janeiro. En septiembre de 1943 retornó a su elenco, y durante 27 años permaneció contratada, como la estrela maior de la emisora PRE-8, líder de audiencia.

## Lucha con Linda Batista
En 1942, el cineasta estadounidense Orson Welles filmaba en el Brasil, el documental inacabado It's All True (Todo es Verdad). En esa época, Linda Batista era una cantante y estrella absoluta del Casino de Urca, de donde Orson Welles no salía. Permanecía en Río de Janeiro en farras y bebidas, e inició un romance con Linda Batista. Pero luego se interesó en Emilinha, ya cercana a futura estrella. El cineasta no perdonó la joven edad de Emilinha, ni el hecho de que ella tenía su novio, el cantor Nilton Paz. Comenzó a acosarla, prometiendo llevarla a Hollywood. También le enviaba regalos y entradas, donde le decía Rei do Café. Al final, Orson Welles la dejó en paz, y volvió a Estados Unidos. Mas, desde esa época, Linda y Emilinha, nunca más se trataron. Según Jorge Goulart, Linda usó todo su prestigio como estrella absoluta del Casino de Urca para impedir el surgimiento de Emilinha Borba en ese espacio.

## Rainha do Rádio
En 1949, Emilinha ya era una estrella de Rádio Nacional, pero las hermanas Linda Batista y Dircinha Batista eran también populares, y las vencedoras, por años consecutivos, del concurso para Rainha do Rádio. Dicho concurso era coordinado por la Associação Brasileira de Rádio, donde los votos eran vendidos con la Revista do Rádio y la renta se destinaría para construir un hospital para artistas. Ese año Emilinha grabó la marcha "Chiquita Bacana" (primer lugar) y pasó a ser considerada la vencedora del concurso. Entretanto, Marlene, una cantante novata, apareció y venció en el concurso de forma espectacular.

## Últimos años
De 1968 a 1972, Emilinha estuvo inactiva por problemas de salud. Tenía edema en las cuerdas vocales y, tras tres cirugías y reeducación de la voz, volvió a cantar.
En 2003, con 22 años sin grabar, lanzó el CD Emilinha Pinta e Borba, con participaciones de diversos cantores como Cauby Peixoto, Marlene, Ney Matogrosso, Luís Airão, Emílio Santiago, entre otros, y, en 2005 el CD Na Banca da Folia, para el carnaval, participando el cantor Luiz Henrique en Carnaval Naval da Favorita y de MC Serginho en Marcha-Funk da Eguinha Pocotó.

## Fallecimiento
Em febrero de 2004, fue hospitalizada tras caer de la cama y fracturarse un brazo. Y en junio de 2005, fue hospitalizada tras caer de una escalera y sufrir un traumatismo craneal y hemorragia intracerebral.
Falleció en la tarde del 3 de octubre de 2005 de un infarto fulminante, almorzando en su departamento en el barrio de Copacabana, Río de Janeiro, a los 82 años.

## Éxitos
- Rumba de Jacarepaguá, Haroldo Barbosa (1947)
- Se Queres Saber, Peterpan (1947)
- Escandalosa, Djalma Esteves e Moacir Silva (1947)
- Capelinha de Melão, motivo popular adaptado por Alberto Ribeiro y João de Barro (1949)
- Chiquita Bacana, Alberto Ribeiro y João de Barro (1949)
- Eu sei estar na Bahia, José Maria de Abreu y Osvaldo Santiago (con Blecaute) (1949)
- Baião de dois, Humberto Teixeira y Luiz Gonzaga (1950)
- Paraíba, Humberto Teixeira y Luiz Gonzaga (1950)
- Tomara que chova, Paquito y Romeu Gentil (con Guio de Morais e Seus Parentes) (1951)
- Dez anos (Diez años), Rafael Hernández, versión de Lourival Faissal (1951)
- Jerônimo, Getúlio Macedo e Lourival Faissal (1954)
- Bate o bife, João de Barro (com Bill Farr) (1956)
- Brasil, fonte das artes, Djalma Costa, Eden Silva e Nilo Moreira (con la batería de Salgueiro) (1957)
- Vai com jeito, João de Barro (1957)
- Botões de laranjeira, Genival Macedo e Lourival Faissal (1958)
- Cachito, Consuelo Velásquez, versión de A. Bourget (1958)
- Fevereiro, João de Barro (1958)
- Benzinho, Fernando Costa e Rossini Pinto (1962)
- Pó-de-mico, Arildo Sousa, Dora Lopes e Renato Araújo (1963)
- Marcha do remador, Antônio Almeida y Oldemar Magalhães (1964)
- Mulata Iê-iê-iê, João Roberto Kelly (1965)
- Israel, João Roberto Kelly (1968)Catálogo de obras

## Honores
- Bodas de Oro de la Reina Rádio Nacional (1986)
- Ciudadana Benemérita de la Ciudad de Río de Janeiro (1991)
- Ciudadana Paulistana (1995)
- Trofeo Imprenta (1996)
- Cantante del Brasil Más Popular del Siglo XX (1999)
- Mayor Intérprete de Música Carnavalesca del MILÊNIO - Socimpro
- 50 Años de Rainha do Rádio (1953 / 2003)[4]